# Železniška postaja Baku
Železniška postaja Baku (azersko Bakı Dəmir Yolu Vağzalı) je osrednja postaja Bakuja, glavnega mesta Azerbajdžana. Stoji v okrožju Nesimi v osrednjem Bakuju, približno 3 km severovzhodno od mestnega jedra Icheri Sheher. Je največja postaja v Azerbajdžanu ter glavno vozlišče mreže azerbajdžanskih železnic.
S sosednjo postajo 28. maj metri je postaja povezana s predorom za pešce. Postaja je tudi terminal krožne Bakujske primestne železnice.